# Media City Leipzig

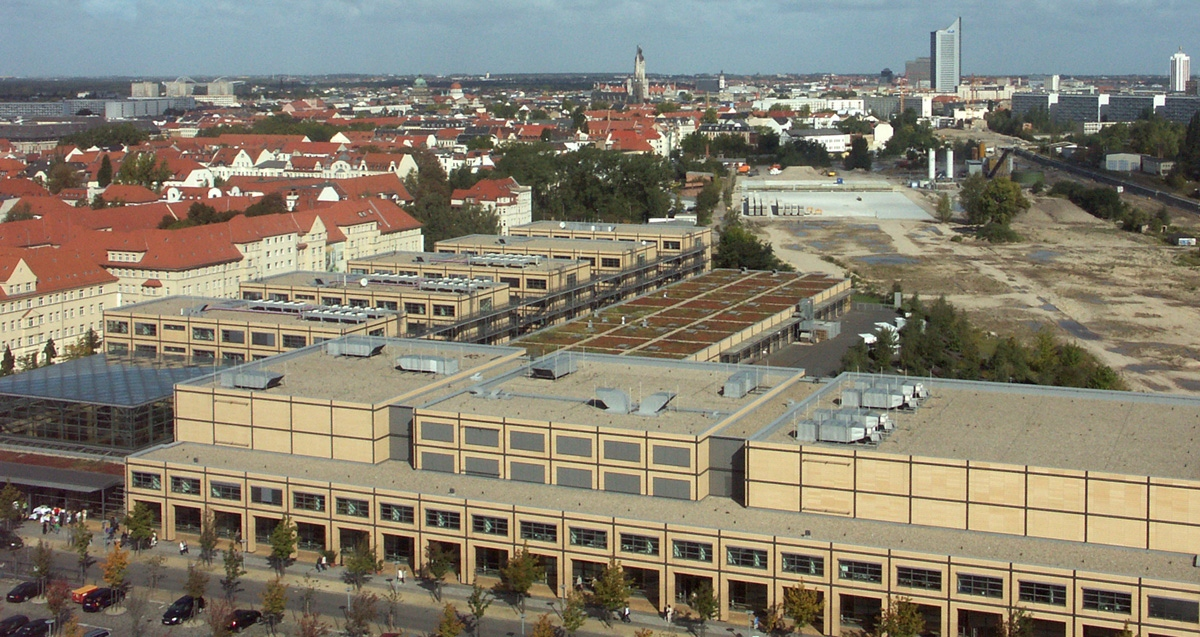
Media City Leipzig

Die Media City Leipzig (Eigenschreibweise: media city leipzig) ist ein der Fernseh- und Filmproduktion dienender Gebäudekomplex in der Leipziger Südvorstadt, der am 2. Mai 2000 auf dem Gelände des ehemaligen Schlachthofes eröffnet wurde. Er grenzt nördlich an das Gelände der Fernsehzentrale des MDR.
An der Altenburger Straße stehen fünf baugleiche viergeschossige Bürogebäude, zwischen denen sich begrünte Innenhöfe befinden. Rechtwinklig dazu erstreckt sich an der Verlängerung der Steinstraße der Studiokomplex mit vier Studios mit Grundflächen zwischen 50 m² und 1500 m². In der Verbindungsstelle zwischen beiden Gebäudeensembles befindet sich eine Glashalle, der so genannte Mediengarten. Hinter den Gebäudereihen erstreckt sich ein großer Werkstatt- und Lagerbereich. Die Außenflächen der modern gestalteten Gebäude sind in Anlehnung an die früheren gelben Klinkerbauten des Schlachthofs einheitlich sandfarben gehalten.
Die Bürogebäude nutzen fast 90 Unternehmen und Dienstleister der Film- und Fernsehbranche, des Hörfunks sowie der Web- und Printmedien. Dazu gehören zum Beispiel ariane-film („tierisch, tierisch“), Günther Bigalke („Sagenhaft“ mit Axel Bulthaupt), Saxonia Entertainment („Musik für Sie“) und die Saxonia Media Filmproduktion.
Letztere produziert in zwei der vier Studios die Fernsehserie „In aller Freundschaft“. Es gibt aber auch Studios, die Zuschauerbeteiligung ermöglichen („Riverboat“). Von Jahr 2017–2020 beherbergte das Objekt ein Virtual Reality Erlebnisspace „LEAVR“ und ein 360-Grad-Kino. Der gläserne Mediengarten wird besonders für Galas, Unternehmensfeiern und Fernsehaufzeichnungen genutzt.
Die Werkstätten werden von der Media City Atelier (MCA) GmbH, einem Medien-, TV- und Filmdienstleistungsunternehmen betrieben, das zum Beispiel solche Sendungen wie „Die Feste“ mit Florian Silbereisen des MDR für das Erste ausstattet. Hier wird auch der umfangreiche Requisitenfundus des MDR gelagert.
Für die Übertragungen von den Olympischen Winterspielen 2018 wurde in den Studios 4 und 5 der Media City das gemeinsame Nationale Sendezentrum von ARD und ZDF eingerichtet, in dem vom 9. bis 25. Februar 2018 im 24-Stunden-Betrieb rund 100 Mitarbeiter von ARD und ZDF tätig waren.
Die Media City Leipzig und der benachbarte MDR sind im Rahmen der Studiotour nach Voranmeldung zu besichtigen.
Die gesamten Anlagen der Media City Leipzig werden verwaltet durch die DREFA Immobilien Management GmbH (DIM). Sie ist ein 100-prozentiges Tochterunternehmen der MDR Media GmbH und damit des Mitteldeutschen Rundfunks.